# بخش نانکو
بخش نانکو (به لاتین: Nanqu Subdistrict) یک شهرک در جمهوری خلق چین است که در ژونگشان واقع شده‌است.